# جولیا کازونی
جولیا کازونی (ایتالیایی: Giulia Casoni؛ زاده ۱۹ آوریل ۱۹۷۸) تنیس‌باز اهل ایتالیا است.